# مرج (مصر)
مرج نام شهر و شهرستانی در استان قاهره مصر است.